# Jörg Werner Fischer

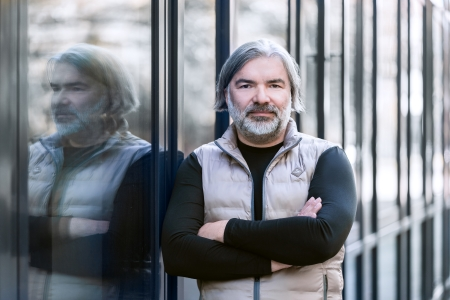
Jörg W. Fischer vor dem Steinbeis-Gebäude in Karlsruhe

Jörg Werner Fischer (* 17. Mai 1969 in Karlsruhe) ist ein deutscher Maschinenbauingenieur. Er ist Professor an der Hochschule Karlsruhe – Technik und Wirtschaft. Sein Forschungsschwerpunkt liegt bei der Vernetzung von Entwicklung und Produktion im Fahrzeugbau.

## Leben
Fischer ist in Stutensee aufgewachsen. Sein Vater ist Werner Fischer, seine Brüder Axel Fischer und Lutz Fischer. Er machte 1989 sein Technisches Abitur an der Carl-Engler-Schule in Karlsruhe und studierte von 1993 bis 1999 Maschinenbau an der Universität Karlsruhe. Nach dem Diplom wurde er Assistent am Institut für Arbeitswissenschaft und Betriebsorganisation (ifab) der Universität Karlsruhe und promovierte 2004. Nach der Promotion war Fischer bei UGS tätig, die heute zum Siemens-Konzern gehört.
Im Jahr 2008 wurde er als Professor an die TFH Berlin berufen, war dann von Oktober 2011 bis März 2013 Professor an der Hochschule Hamm-Lippstadt und ist seit April 2013 Professor für Produktionsmanagement, PLM und Digitalisierung an der Hochschule für Technik in Karlsruhe. Zudem ist er seit November 2013 Managing Partner und Principal Berater beim Steinbeis-Transferzentrum für Rechnereinsatz im Maschinenbau (kurz STZ-RIM) und bezeichnet sich selbst als Pionier digitaler Leistungsfähigkeit. Sein Forschungsschwerpunkt liegt im Product Lifecycle Management, der rechnerintegrierten Produktentwicklung sowie der virtuellen Fabrik. Er hält die Digitalisierung für eine Schicksalsfrage der deutschen Industrie, weil sich das Verständnis der Industrie dadurch grundlegend ändert und engagiert sich dafür, dass dem Mittelstand die Digitalisierung gelingt. Laut Fischer geht es „nicht in erster Linie darum, eine Digitalisierungsstrategie zu entwickeln. Vielmehr geht es darum die Unternehmensstrategie und -prozesse zukünftig so auszurichten, dass ein Unternehmen in einer zunehmend digitalisierten Welt überhaupt bestehen und erfolgreich sein kann.“

## Veröffentlichungen (in Auswahl)
- Jörg W. Fischer, Matthias Schmich: Bei PLM nicht ausschließlich auf die Technik fokussieren. Interview. In: Economic Engineering. Baden-Baden. Nr. 1, 2015, S. 20–21.
- Jörg W. Fischer: Der innovative Prozess braucht Flexibilität und Freiheit! Interview. in: Transfer. Das Steinbeis Magazin. Stuttgart. Nr. 4, 2014, S. 14–15.
- Jörg W. Fischer, Ute Dietrich: Recognizing patterns where others see chaos. Why the “L” is often forgotten in Product Lifecycle Management. In: ProductDataJournal. Darmstadt. Band 21, Nr. 1, 2014, S. 66–69.
- Jörg W. Fischer, Wolfgang Hoheisel, Ute Dietrich, Jivka Ovtrcharova, Matthias Schmich: Warum wir in der Produktentstehung so viel verlieren können. In: Economic Engineering. Baden-Baden. Nr. 4, 2014, S. 74–77.
- Jörg W. Fischer: Lifecycle Mapping - PLM verstehen und gestalten. Gezeigt an einem Praxisbeispiel des Anforderungsmanagements. In: ZWF Zeitschrift für wirtschaftlichen Fabrikbetrieb. München. Band 109, Nr. 3, 2014, S. 138–141.
- Jörg W. Fischer: Lean Product Development. Umsetzung einer schlanken Produktentwicklung mit PLM-ML. In: Forschungsreport Maschinenbau in Baden-Württemberg. Bingen. Nr. 1, 2013, S. 32–35.
- Jörg W. Fischer, Sascha Stowasser: Industrial Engineering und Lean Product Development. In: Industrial Engineering, Fachzeitschrift des REFA-Bundesverbandes. Darmstadt. Nr. 2, Band 66, 2013, S. 20–27.
- Fischer Jörg W., Bernhard Lammel, Dirk Hosenfeld, Deodatt Bawachkar, Bernd Brinkmeier: Do(PLM)Con: An Instrument for Systematic Design of Integrated PLM-Architectures. In: Michael Abramovici, Rainer Stark (Hrsg.): Smart Product Engineering. (= Lecture Notes in Production Engineering. Volume 5). Springer, Heidelberg 2013, S. 211–220.
- Jörg W. Fischer: Visuelle Produktkommunikation mit NX. Emotionale Produktnähe lange vor dem ersten Prototyp. In: Interface. Köln. Band 2, 2011, Nr. 14, S. 36–37.
- Jörg W. Fischer, Bernhard Lammel, Dirk Hosenfeld, Marc Glauche, Bernd Brinkmeier: Bei PLM nicht ausschließlich auf die Technik fokussierenBei PLM nicht ausschließlich auf die Technik fokussieren. In: Industrie Management. Berlin. Band 27, 2011, Nr. 5, S. 17–21.
- Jörg W. Fischer: Digitale Fabrik – Grosse Potenziale für den industriellen Mittelstand. In: Betriebspraxis & Arbeitsforschung - Zeitschrift für angewandte Arbeitswissenschaft. Heidelberg. Band 208, 2011, S. 6–12.
- Jörg Fischer: Skizzierung eines „Advanced Product Lifecycle Management“ als Rüstzeug zur Reaktion auf wirtschaftliche und demographische Veränderungen. In: Gert Zülch (Hrsg.): Arbeitsorganisation im Zeichen wirtschaftlicher und demographischer Veränderungen. (= ifab-Forschungsberichte aus dem Institut für Arbeitswissenschaft und Betriebsorganisation der Universität Karlsruhe. Band 39). Shaker Verlag, Aachen 2010, ISBN 978-3-8322-9212-6, S. 110–128.